# HMP Dartmoor

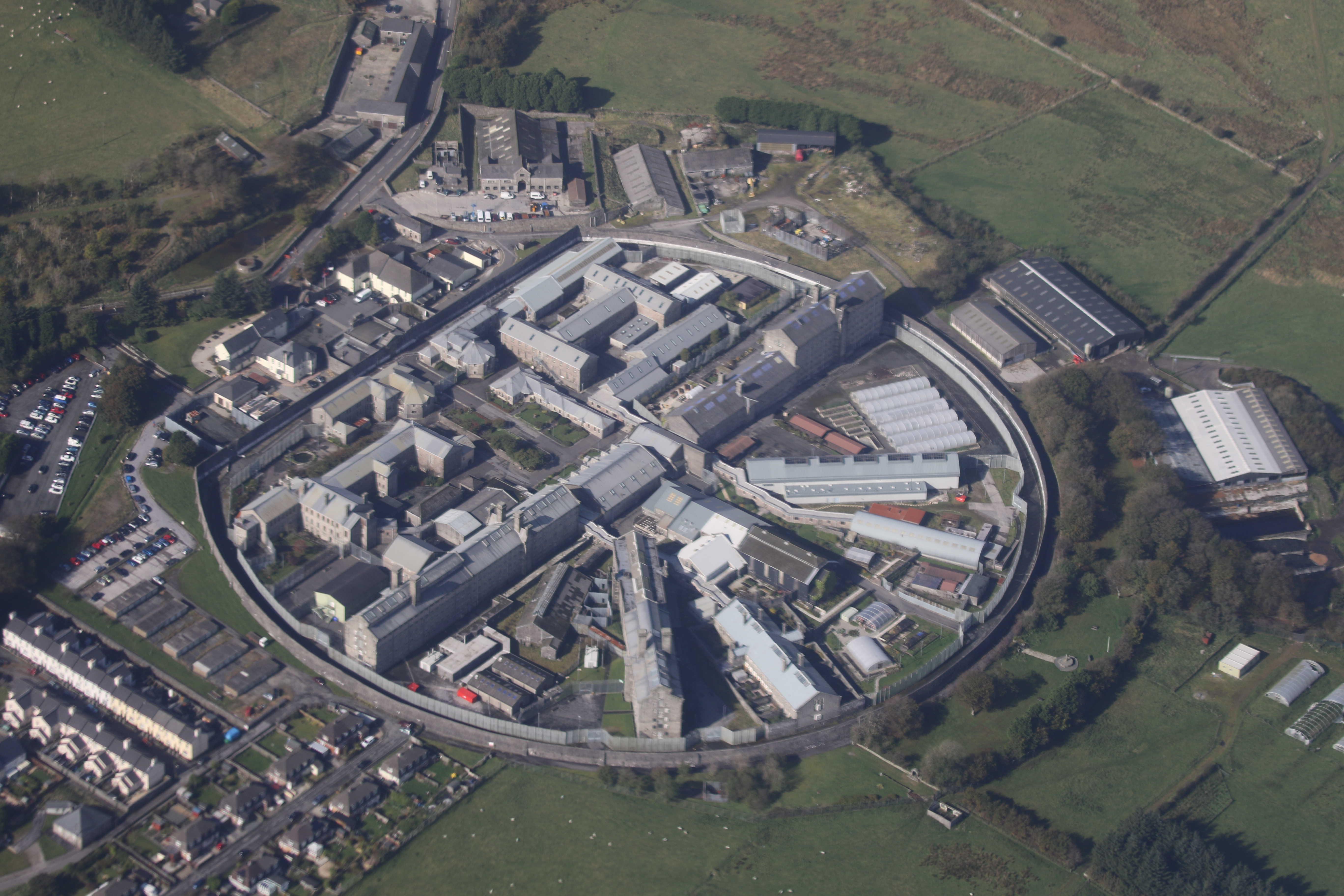
Luftaufnahme der Haftanstalt Dartmoor

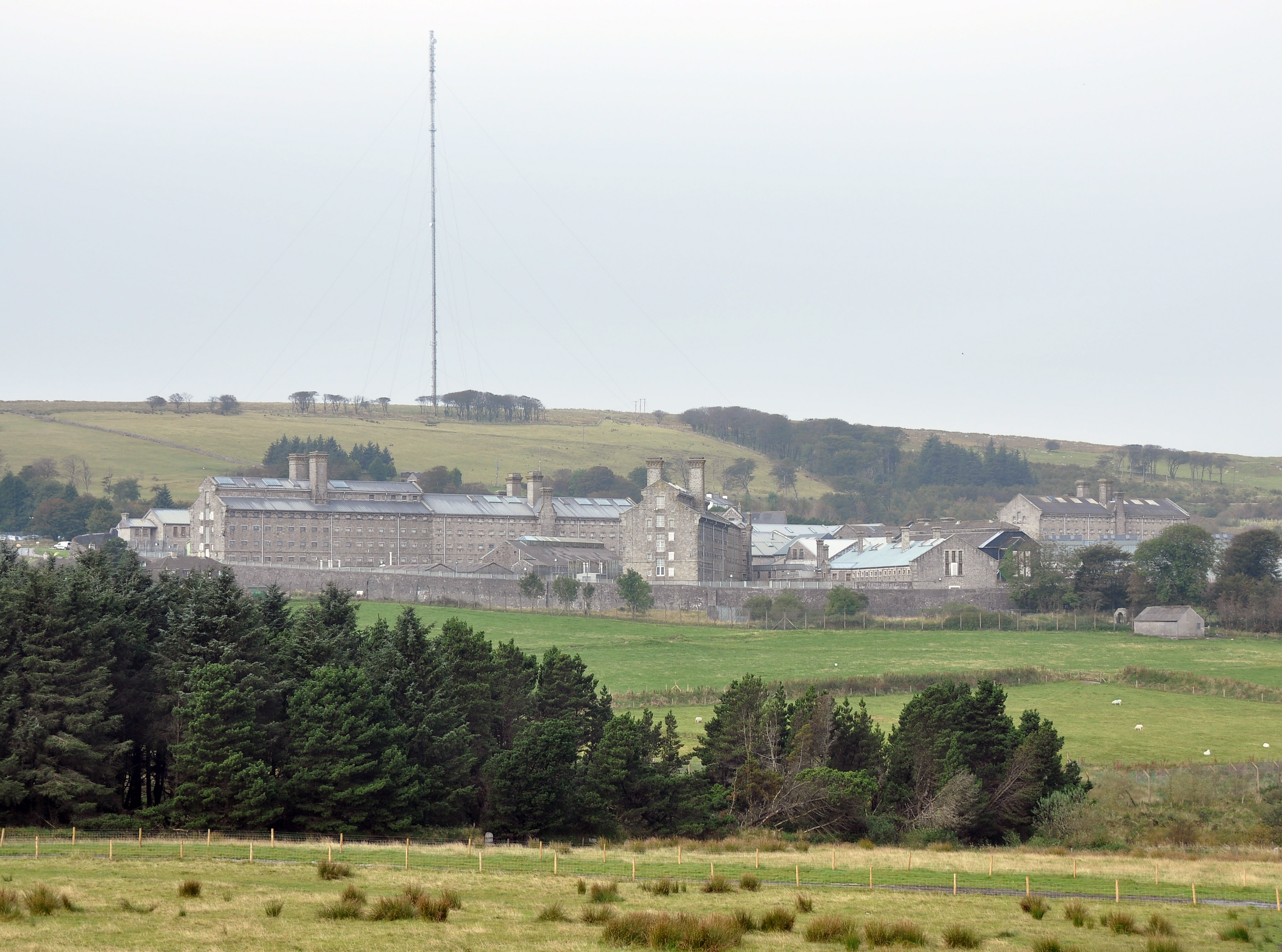
Blick auf die Haftanstalt, im Hintergrund ist die North-Hessary-Sendeantenne zu sehen

His Majesty’s Prison Dartmoor ist eine der ältesten und bekanntesten Haftanstalten im Vereinigten Königreich. Es befindet sich bei Princetown, Dartmoor.

## Geschichte
Dartmoor wurde 1805 als Kriegsgefangenenlager konzipiert, England befand sich damals in Krieg mit dem napoleonischen Frankreich. 1809 wurden die ersten Gefangenen interniert, ab 1812 folgten Gefangene aus dem Britisch-Amerikanischen Krieg. 1932 kam es aufgrund der Haftbedingungen zu einem Gefangenenaufstand, bei dem etwa 50 Gefangene Teile des Gefängnisses unter ihre Kontrolle brachten. Ursprünglich war Dartmoor ein Hochsicherheitsgefängnis, heute werden dort nur Gefangene der niedrigen Sicherheitsstufe Category C untergebracht. 2015 gab das Justizministerium bekannt, dass das Gefängnis innerhalb der nächsten 10 Jahre geschlossen werden soll, was letztlich 2024 geschah. Dem Gefängnis angeschlossen ist ein Museum.

## In der Literatur
In englischen Detektivgeschichten, insbesondere um Arthur Conan Doyles Sherlock Holmes und Agatha Christies Miss Marple wird das Gefängnis oft erwähnt, bzw. es spielen längere Handlungsabschnitte dort. So tritt in Das Geheimnis von Sittaford ein entflohener Häftling aus Dartmoor auf. Im zwölften Kapitel der Erzählung Die grüne Wolke von Alexander Sutherland Neill (Original: The Last Man Alive, Herbert Jenkins Ltd., London 1938) suchen 6 aus dem "Zuchthaus Dartmoor" entflohene Mörder und Schwerverbrecher die Gruppe der Überlebenden heim. 

## In Film und Fernsehen
In Jagd auf Spieldosen schmuggelt ein Insasse Nachrichten an seinen Komplizen aus dem Gefängnis. In einer Folge von Simon Templar wird der von Roger Moore gespielte Protagonist in Dartmoor eingeschleust. Im James-Bond-Film Liebesgrüße aus Moskau ist der Auftragskiller Grant ein ehemaliger Insasse.

## Bekannte ehemalige Insassen
- Michael Davitt (1846–1906), irischer Unabhängigkeitsaktivist
- John Rodker (1894–1955), englischer Schriftsteller und Kriegsdienstverweigerer
- Moondyne Joe (um 1826–1900), australischer Bushranger
- Éamon de Valera (1882–1975), irischer Freiheitskämpfer und späterer Präsident
- John George Haigh (1909–1949), Serienkiller